# Raphaël Caucheteux
Pour les articles homonymes, voir Caucheteux.
Raphaël Caucheteux, né le 9 mai 1985 à Montpellier, est un handballeur français. Il évolue au poste d'ailier gauche.
En 2018, à 32 ans, il connaît ses premières sélections en Équipe de France, remportant la médaille de bronze au Championnat d'Europe 2018.
Avec 2642 buts marqués en 502 matchs, il est le meilleur buteur de l'histoire du Championnat de France.

## Biographie

### Carrière en club
Raphaël Caucheteux a commencé le handball en catégorie « moins de 16 ans » avant d'intégrer le centre de formation du Montpellier Handball où il évolue avec Samuel Honrubia dans deux styles différents.
À l'opposé de son comparse, il ne parvient pas à s'imposer dans l'équipe première de Montpellier derrière Michaël Guigou et il est prêté en janvier 2007 pour 6 mois au Saint-Raphaël Var Handball, alors en D2. 
Champion de D2 avec le club raphaëlois, il reste la saison suivante au club et y évolue toujours lors de la saison 2018-2019. Il contribue ainsi activement à la progression du club dans la hiérarchie française avec notamment un titre de Vice-champion de France en 2016, trois finale en Coupe de la Ligue et plusieurs participations en coupes d'Europe dont une finale en Coupe de l'EHF en 2018.
Le 4 mars 2015, à l'occasion de la victoire de St-Raphaël à Sélestat, il dépasse la barre des 1 000 buts inscrits en championnat de France,. Puis le 18 avril 2018, lors d'un match contre à Saran, Raphaël Caucheteux inscrit sous les couleurs de Saint-Raphaël son 1500e but en Championnat, ce qui constitue le record de France. Il atteint ensuite la barre des 2 000 buts en mai 2021 puis des 2 500 buts en octobre 2024 pour terminer sa carrière en juin 2025 avec 2 642 buts marqués en 502 matchs.

### Carrière internationale
En 2009, Caucheteux est sélectionné par Claude Onesta dans une équipe de France A' composée de joueurs qui fêtent à cette occasion leurs premières sélections pour participer aux Jeux méditerranéens de 2009. Les Bleus y remportent une médaille d'argent après avoir été battu en finale par la Serbie.
Le 4 janvier 2018, il joue son premier match sous le maillot de l'équipe de France A, étant ainsi à 32 ans le plus vieux débutant chez les Bleus. Dans ce match de préparation pour l'Euro 2018, dans le cadre de la Golden League, Caucheteux marque le premier but du match et termine la rencontre avec 6 buts (tous sur jets de 7 mètres) sur 8 tentatives.
Finalement retenu dans l'effectif pour ce Championnat d'Europe 2018, il est le 9e meilleur buteur de l'équipe de France avec 13 buts sur 18 tirs (dont 6/10 aux jets de 7 mètres) en 1 h 22 min 53 s de jeu.

## Palmarès

### En club
Compétitions internationales
- Coupe de l'EHF
  - Finaliste en 2018
  - Demi-finaliste en 2017

Compétitions nationales
- Championnat de France
  - Vainqueur (1) : 2006
  - Deuxième en 2016
  - Troisième en 2012 et 2015
- Finaliste de la Coupe de la Ligue (3) : 2010, 2012 et 2014
- Vainqueur du Championnat de France de D2 (1) : 2007.

### En équipe nationale
- Médaille de bronze au Championnat d'Europe 2018
- Médaille d'argent aux Jeux méditerranéens de 2009 (avec France A')

### Distinctions individuelles
- Meilleur buteur de l'histoire du championnat de France avec 2642 buts marqués[11]
- Meilleur buteur de la saison du championnat de France (2) : 2017-2018 (167 buts) et 2018-2019 (179 buts)